# Надеждинка (Сарактаський район)
Наде́ждинка (рос. Надеждинка) — село у складі Сарактаського району Оренбурзької області, Росія.

## Населення
Населення — 378 осіб (2010; 418 у 2002).
Національний склад (станом на 2002 рік):
- росіяни — 66 %